# Нижні Ківари
Нижні Ківа́ри (рос. Нижние Кивары) — присілок у складі Шарканського району Удмуртії, Росія.

## Населення
Населення — 280 осіб (2010; 330 у 2002).
Національний склад станом на 2002:
- удмурти — 98 %

## Урбаноніми[3]
- вулиці — Петрівська, Садова, Центральна